# Supplementair oogveld
Het supplementaire oogveld is gelegen in het voorste deel van de supplementaire motorische schors, dat een onderdeel vormt van de premotorische schors.
Het gebied is nauw betrokken bij de sturing van oogbewegingen en saccades (oogsprongen). Neuronen in dit gebied hebben vele projecties naar de aangrenzende frontale oogvelden (brodmanngebied 8) en subcorticale gebieden.